# Ickham
Ickham est une localité du comté du Kent, en Angleterre.